# مارتين أتكينسون

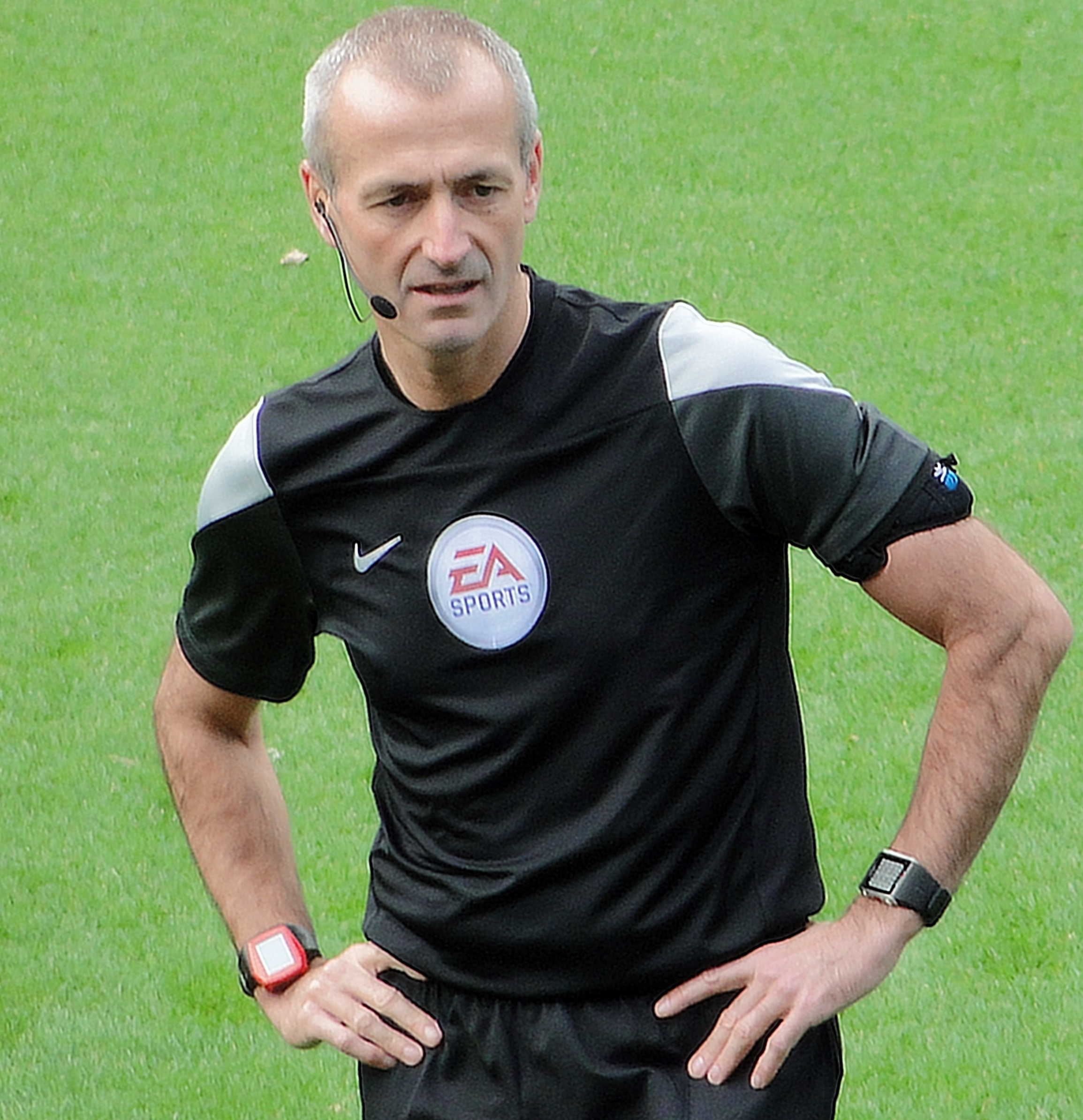

مارتن اتكينسون (بالإنجليزية: Martin Atkinson) حكم كرة قدم إنجليزي من مواليد(31 مارس 1971)، ولد في برادفورد ولكنه يقيم الآن في ليدز، يوركشاير. وبدأ حياته المهنية في سن مبكرة حينما كان يبلغ من العمر 16 عاما. وفي سنة 1998 تم ترقيته ليصبح ضمن لائحة الحكام المساعدين.

## حكايته مع التحكيم
أول مباراة يديرها اتكينسون في الدوري الإنجليزي كانت في 20 إبريل 2005، بين فريقا مانشستر سيتي وبرمنغهام. وفي يوم 13 أغسطس 2006 تولى اتكينسون نهائي بطولة درع اتحاد كرة القدم الإنجليزي (كوميونيتي شيلد) على استاد الالفية في كارديف، حيث فاز نادي ليفربول على تشلسي 2-1. وفي نفس العام تم تعيينه في لائحة الفيفا للحكام (الشارة الدولية)

## نهائي كأس الاتحاد الإنجليزي للاندية الهواة
كما ادار مارتن اتكينسون مباراة نهائي كأس الاتحاد الإنجليزي للاندية الهواة في عام 2008، التي أقيمت على استاد ويمبلي يوم 10 مايو 2008، بين ابيفليت يونايتد وتوركي يونايتد.
من أشهر مبارياته ليفربول ضد تشيلسى

## روابط خارجية
- مارتين أتكينسون على موقع Soccerway.com (الإنجليزية)